# Norio Niikawa
Norio Niikawa (in giapponese: 新川 詔夫, Niikawa Norio; Giappone, 8 maggio 1942 – Giappone, 4 aprile 2022) è stato un medico e genetista giapponese che nel 1981 ha descritto per primo una malattia genetica a trasmissione autosomica dominante, chiamata sindrome Kabuki o sindrome di Niikawa-Kuroki, in suo onore. Alcuni suoi colleghi, successivamente, identificarono il gene una cui mutazione è causa della sindrome. Nel 2006, il suo gruppo di ricerca scoprì un polimorfismo a singolo nucleotide nel gene ABCC11, responsabile della formazione del cerume negli esseri umani.

## Biografia
Niikawa ottenne la laurea in medicina nel 1967 all'Università di Hokkaido, a Sapporo. Dopo la specializzazione in pediatria presso la stessa università, lavorò in Giappone per molti anni, prima di trasferirsi in Svizzera, dove dal 1972 al 1975 lavorò in qualità di research associate nel laboratorio di embriologia e citogenetica presso il dipartimento di ginecologia e ostetricia dell'Università di Ginevra.
Dal 1984 al 2007, Niikawa fu docente e presidente del dipartimento di genetica umana all'Università di Nagasaki. Ha fatto da relatore e supervisore a molti medici che hanno conseguito la specializzazione in quell'ateneo, tra i quali spicca Naomichi Matsumoto. Dopo aver lasciato la cattedra universitaria nel 2007, venne nominato professore emerito; divenne poi professore e direttore dell'Istituto di Ricerca delle Scienze Mediche Personalizzate all'Università delle Scienze Mediche di Hokkaido; dal 2010 al 2016 ricoprì anche il ruolo di rettore dell'università.

## Premi e riconoscimenti
- 2006: Premio per la Scienza e la Tecnologia, Categoria: Ricerca (conferito dal Ministero giapponese dell'Educazione, Cultura, Scienze e Tecnologia)
- 2008: Premio Accademico (conferito dalla Japan Society of Human Genetics)